# Chris Basham
Christopher Paul "Chris" Basham (Hebburn, 1988. július 28.) angol labdarúgó, aki jelenleg a Sheffield United-ben játszik hátvédként.

## Pályafutása

### Bolton Wanderers FC
Basham a Newcastle United ifiakadémiáján kezdett futballozni, de profi pályafutását már a Bolton Wanderersnél kezdte meg. 2006-ban a Stafford Rangers, 2007-ben pedig a Rochdale vette kölcsön.
2008. november 29-én, a Sunderland ellen debütált a Bolton felnőtt csapatában. 2009. április 11-én, egy Chelsea elleni idegenbeli bajnokin megszerezte első gólját, miután a 65. percben csereként váltotta Johan Elmandert.

## Külső hivatkozások
- Chris Basham pályafutásának statisztikái a Soccerbase oldalon (angolul)

- Basham adatlapja a Blackpool FC honlapján

## Fordítás
- Ez a szócikk részben vagy egészben  a   Chris Basham című angol Wikipédia-szócikk fordításán alapul.  Az eredeti cikk szerkesztőit annak laptörténete sorolja fel. Ez a jelzés csupán a megfogalmazás eredetét és a szerzői jogokat jelzi, nem szolgál a cikkben szereplő információk forrásmegjelöléseként.